# Palcabius palpalis
Palcabius palpalis – gatunek kosarza z podrzędu Laniatores i nadrodzina Gonyleptoidea. Jedyny znany przedstawiciel monotypowego rodzaju Palcabius.

## Występowanie
Gatunek wykazany z Peru.